# Лиепа, Марис Эдуардович
Ма́рис-Рудо́льф Эдуа́рдович Лие́па (латыш. Māris Rūdolfs Liepa; 27 июля 1936, Рига — 26 марта 1989, Москва) — советский артист балета, педагог и киноактёр. Народный артист СССР (1976). Лауреат Ленинской премии (1970).

## Биография
Был вторым ребёнком в семье Эдуарда и Лилии Лиепы. Отец в молодости пел в лиепайском хоре, потеряв голос, работал мастером сцены в Театре оперы и балета в Риге. В доме родителей бывал директор театра Р. Берзиньш, который и предложил Марису петь в хоре мальчиков в постановке оперы «Кармен». Так состоялся сценический дебют. Однако по совету ещё одного друга отца, Б. Милевича, Мариса отдали в Рижское хореографическое училище на улице Смилшу, где бывший танцовщик Б. Милевич состоял завучем. И хотя мать мечтала, что сын станет преуспевающим врачом, отец настоял на своём, желая, чтобы хилый мальчик окреп и развился физически.
В училище преподавали артисты балета; солист В. Блинов первым обратил внимание на маленького Мариса как на будущего характерного танцовщика. В 13 лет Марис уже танцевал не только роли в детских балетах, но и выступал во взрослых партиях, исполняя краковяк и мазурку в «Бахчисарайском фонтане», сегидилью в «Дон Кихоте», китайского кули в «Красном маке», половецкого мальчика в опере «Князь Игорь», страшилище в «Аленьком цветочке». А в «Ромео и Джульетте» исполнил роли Шута, друга Тибальда, слугу Монтекки и юношу из толпы. Всего таких ролей в его биографии было около сотни. Наряду с работой занимался спортивной гимнастикой и плаванием, завоевал титул чемпиона Латвии по плаванию вольным стилем на средние дистанции.
Весной 1950 года несколько учеников и в их числе Марис были направлены на Всесоюзный смотр хореографических училищ в Москве. Вместе со Г. Ждановой и И. Карулис танцевал па-де-труа из «Щелкунчика» и «Мазурку» в постановке своего учителя В. Блинова. Рижское хореографическое училище заняло на смотре первое место вместе с училищами Москвы, Ленинграда и Алма-Аты. Три года спустя, набирая мужской класс, Н. Тарасов пригласил в Москву Мариса и 2 сентября 1953 года 17-летнего рижанина приняли в Московское хореографическое училище (ныне Московская академия хореографии). Театр не дал ему стипендии, и родители продали дачу на Взморье, чтобы сын мог учиться. И за два года учёбы Марис не пропустил ни одного урока, аккуратно приходя за 10 минут до начала. Первое время его прочили на амплуа характерного танцовщика, не ведая, что в своём дневнике он уже записал: «Я буду танцевать принца Зигфрида в „Лебедином озере“». И в конце первого полугодия заработал «пятёрку» по классическому танцу. Ему разрешили подготовить два па-де-де — из «Щелкунчика» и «Дон Кихота». 1 мая 1955 года на выпускном вечере Марис станцевал спектакль «Щелкунчик» целиком. Спектакль прошёл на сцене филиала Большого театра (ныне Театр оперетты). В рецензии значилось: «из мужского состава выделяется Марис Лиепа, танцовщик с прекрасными внешними данными и отличной техникой, одинаково сильный и в сольном танце, и в дуэте». Однако отличника не приняли в Большой театр, разъяснив, что национальные кадры должны закрепляться на местах. И Марис вернулся в Ригу. В Москву он вновь приехал через полгода; в столице проходила декада латышского искусства. Марис был занят в балете «Лайма», где танцевал русского воина Никиту, и в «Сакте свободы», где предстал в роли деревенского музыканта Тотса, в финале гибнувшего от ножа злодея. Юноша понравился М. Плисецкой; её отзыв в «Известиях» был весьма благосклонным, а вслед за отзывом последовало приглашение в партнёры для участия в Днях культуры СССР в Венгрии. В Будапеште Марис танцевал заветную партию Зигфрида в «Лебедином озере», хотя на генеральной репетиции получил серьёзную травму левой голени. Летом Марис лечил ногу в Сочи, куда приехал на гастроли МАМТ им. К. Станиславского и Вл. Немировича-Данченко. Прямо в Сочи главный балетмейстер В. Бурмейстер принял Лиепу на работу с окладом премьера в 2000 дореформенных рублей. С Ригой Марис простился надолго. Под началом В. Бурмейстера он работал 4 года, станцевав Зигфрида, Конрада в «Корсаре», Лионеля в «Жанне д’Арк», Синдбада в «Шехеразаде». Московские балетоманы начали ходить «на Лиепу» и после спектакля дожидаться у подъезда, протягивая программки для автографа. А участие в конкурсе во время VI Всемирного фестиваля молодёжи и студентов принесло Лиепе золотую медаль. Председателем жюри была Г. Уланова.
Летом 1960 года Марис вместе с коллективом Большого театра побывал на гастролях в Польской Народной Республике, где танцевал с О. Лепешинской. После гастролей последовало приглашение в легендарную труппу. Позже Лиепа узнал, что решил свою судьбу, задав главному балетмейстеру Л. Лавровскому вопрос: «Что я буду танцевать», не спросив ни о зарплате, ни о квартире. Официальный дебют состоялся в начале сезона 1960/1961 годов в партии Базиля в балете «Дон Кихот»; вскоре Лиепа перетанцевал почти весь тогдашний репертуар: «Тропою грома», «Жизель», «Раймонду», «Лебединое озеро», «Золушку», «Шопениану», «Ночной город», «Ромео и Джульетту» и «Спартака» в своеобразной постановке Л. Якобсона. В роли Ромео впервые выступил в Лондоне на сцене Ковент-Гардена в 1963 году; в том же году его пригласили преподавателем в Московское хореографическое училище, где он преподавал до 1980 года. «Уча других, я учился сам», — заявил артист позднее. Выпустив шесть учеников из взятого класса, стал преподавать классический дуэт. В 1973 году его ученики приняли участие в творческих вечерах учителя на сцене Концертного зала «Россия».
В 1964 году в Большой театр пришёл новый главный балетмейстер Ю. Григорович. Поначалу сотрудничество складывалось удачно; в балете «Легенда о любви» Марис станцевал Ферхада. В «Спартаке» он получил партию заглавного героя, но вскоре Ю. Григорович перепоручил ему роль Красса и работал над ней, ориентируясь на индивидуальность актёра. Успех превзошёл все ожидания, в 1970 году творческая группа балета удостоилась Ленинской премии. В 1966 году Лиепа восстановил балет М. Фокина «Видение розы» на музыку К. Вебера и получил возможность показать его на сцене Большого театра. Триумфальные гастроли по всему миру, работа с зарубежными и советскими знаменитыми танцовщицами, масса поклонников, в семье подрастают дочь Илзе и сын Андрис; они тоже учатся в Московском хореографическом училище. Английская критика нарекает Лиепу «Лоуренсом Оливье» в балете.
В 1971 году за исполнение роли Альберта в «Жизели» Серж Лифарь вручил Лиепе премию имени Вацлава Нижинского.
Но благополучная биография неожиданно обрывается. Нелестные высказывания Лиепы об уровне хореографии в новых балетах не понравились Ю. Григоровичу, а статью, опубликованную в «Правде» в декабре 1978 года, балетмейстер не простил никогда. Он не находит Лиепе места в новых версиях «Лебединого озера», «Ромео и Джульетты», в «Иване Грозном», в «Ангаре». За 14 последних лет в Большом театре Лиепа танцует лишь четыре новые партии: Вронский и Каренин в «Анне Карениной», Принц Лимон в «Чиполлино» и Солист в балете «Эти чарующие звуки».
Он пытался найти себя в новом деле. В кино Лиепа впервые снялся в 1969 году, станцевав Гамлета в одноимённом фильме-балете. В 1972 году играет князя Всеслава в историческом фильме «Могила льва», в 1973 году — Джека Уиллера в фильме «Четвёртый». Для фильма «Четвёртый» ставит оригинальный хореографический номер, который сам называет «Икаром на три минуты». Далее следует бесцветный фильм-балет «Имя твоё», сериал «В одном микрорайоне», несомненная удача — роль Хиггинса в фильме-балете «Галатея» по пьесе Б. Шоу «Пигмалион» и целый букет забавных образов в «Бенефисе Людмилы Гурченко». После «Бенефиса» некоторые коллеги по театру заявляют: «Нам за тебя стыдно!» Своё 40-летие Лиепа отмечает в Афинах, впервые исполняя партию Хозе в балете «Кармен-сюита» на сцене античного театра. В 1977 году в Дании Лиепа танцует Гирея в «Бахчисарайском фонтане», а в Исландии Клавдио в балете «Любовью за любовь». В Австралии Лиепа выходит на сцену Гансом в «Жизели». Творческие вечера в Москве по-прежнему собирают огромную аудиторию. Год Лиепа работает с балетмейстером Б. Эйфманом, танцуя Рогожина в балете «Идиот» и Солиста в «Автографах». Первое исполнение Рогожина состоялось на сцене Дворца Съездов в июне 1981 года; в этот же день Андрис Лиепа удостаивается золотой медали на IV Международном конкурсе артистов балета.
Заканчивая ГИТИС, Лиепа ставит в Днепропетровске «Дон Кихота». Конечно, гастроли. В Ригу, куда Лиепа едет с молодой балериной Н. Семизоровой, срочно звонят из Большого, запрещая ей танцевать Жизель. Спектакль заменяют «Лебединым озером», а на следующий день Жизелью становится С. Яксе. Вскоре Лиепа оставляет семью и переезжает в крохотную комнатушку Н. Семизоровой в доме на Большой Спасской улице. Роскошная квартира на улице Неждановой остаётся предыдущей жене и детям. Новый брак оказывается крайне неудачным и недолговечным; он распадается по инициативе Н. Семизоровой. 30-летие творческой деятельности Лиепа празднует в Болгарии. В Софийской народной опере (в 1983—1985 годах — художественный руководитель балетной труппы) он ставит «Дон Кихота» и «Спящую красавицу» и танцует там злую фею Карабос и величественного короля Флорестана. Но перед отъездом в Софию Лиепа последний раз выходит на сцену Большого. 28 марта 1982 года он танцует Красса, его последний партнёр — Спартак — техничный, молодой и мощный Ирек Мухамедов. Последний триумф завершается решением художественного совета о профнепригодности танцора. Коллеги не желают или не могут противостоять всесильному Ю. Григоровичу.
Осенью 1986 года Лиепе не доверяют вакантный пост балетмейстера в Рижском театре оперы и балета и не позволяют создать в Риге новый театр балета на улице Клуса, зато Моссовет принимает решение: создать Театр Мариса Лиепы в столице. В «Советской культуре» 4 марта 1989 года появляется объявление о конкурсе в театре «Балет Мариса Лиепы». Конкурс должен был состояться 15 марта. А 27 марта 1989 года газеты публикуют некролог об умершем накануне Марисе Лиепе. В Москве говорят: охранник не впустил артиста в Большой театр и отобрал пропуск; вот сердце и не выдержало.
Опубликованы фрагменты его дневника: «Бесперспективность… Для чего ждать, жить, быть?» Последняя московская квартира Мариса Лиепы находится на улице Матросская Тишина — «между тюрьмой и сумасшедшим домом», как горько шутил он сам. Почти неделю идёт борьба за место прощания с Лиепой. Лишь после вмешательства Союза Театральных деятелей 31 марта 1989 года гроб устанавливают в фойе Большого театра неподалёку от сцены, на которую он выходил больше 20 лет.
Похоронен в Москве на Ваганьковском кладбище (12 уч.). На Большом кладбище в Риге, рядом с могилами родителей Лиепы, есть кенотаф с надписью «Марис Лиепа, который вдали».

### Личная жизнь
- Первая жена — Майя Плисецкая (1925—2015), артистка балета, прима-балерина Большого театра СССР в 1948—1990 годах. Народная артистка СССР (1959) (1956, прожили в браке всего 3 месяца). Об этом браке Плисецкая публично не упоминала.
- Вторая жена — Маргарита Ивановна Жигунова (род. 1937), актриса Московского драматического театра им. А. Пушкина.
  - Сын — Андрис Лиепа (род. 1962), артист балета, театральный режиссёр и продюсер. Народный артист РФ (2009).
  - Дочь — Илзе Лиепа (род. 1963), балерина, актриса. Народная артистка РФ (2002).
- Третья жена — Нина Львовна Семизорова (род. 1956), балерина Большого театра, педагог. Народная артистка РСФСР (1985) (женился в 1980, сразу после развода с М. Жигуновой, развёлся в 1985).
- Четвёртая жена (гражданский брак) — Евгения Николаевна Шульц, художник по костюмам.
  - Дочь — Мария Лиепа (род. 1979)[9].

## Звания и награды
- 1957 — золотая медаль на I Всесоюзном конкурсе артистов балета VI Всемирного фестиваля молодёжи и студентов в Москве
- 1962 — медаль имени К. С. Станиславского за актёрское мастерство в роли Спартака («Спартак» в постановке Л. Якобсона).
- 1964 — Заслуженный артист РСФСР — за заслуги в области советского искусства[10]
- 1968 — Народный артист Латвийской ССР
- 1969 — Народный артист РСФСР — за заслуги в области советского хореографического искусства[11]
- 1970 — Ленинская премия — за балетный спектакль «Спартак» в Государственном академическом Большом театре Союза ССР[12]
- 1971 — премия имени В. Нижинского «Лучший танцовщик» Парижской академии танца за роль Альберта «Жизель»
- 1976 — Народный артист СССР — за большие заслуги в развитии советского музыкального и хореографического искусства и в связи с 200-летием Государственного академического Большого театра СССР[13]
- 1977 — премия имени М. Петипа Парижской академии танца
- 1981 — золотая медаль на IV Международном конкурсе артистов балета.
- 1986 — орден Дружбы народов

## Творчество

### 1960-е годы
Новый этап творчества М. Лиепы начался с углубленного изучения языка танца в Большом театре. В классе А. Мессерера Лиепа работает над всеми элементами мужского танца вплоть до мелких связующих па, оттачивая технику до виртуозности. Официальный дебют на сцене Большого состоялся в «Дон Кихоте», где Лиепа исполнил партию Базиля. Неподражаемым юмором была отмечена сцена «самоубийства». А вариацию первого акта Лиепа танцевал, прищёлкивая кастаньетами, чего не делал никто со времен В. Чабукиани. Партию Юноши в балете «Ночной город» на переосмысленную музыку Б. Бартока Л. Лавровский ставит «на Лиепу». Балет в репертуаре не удержался, похвалы были кислыми, а критика обидной, но работу Марис Лиепа оценил как весьма интересную. Ещё одним балетом «с разоблачениями» стал «Тропою грома» на музыку К. Караева, где балетмейстер К. Сергеев гневно осуждал апартеид в Южной Африке. Однако Лиепа сумел сделать роль интересной как в пантомимных сценах, так и в танцевальном дуэте негра Ленни с белой девушкой Сари (О. Лепешинская). А роль заглавного героя в балете «Спартак», поставленном Л. Якобсоном в 1962 году, приносит Лиепе медаль имени К. Станиславского за выдающееся актёрское мастерство. В Нью-Йорке писали, что такой герой способен разить врага не мечом, а испепеляющим взглядом.
Роль Альберта в «Жизели», полученная в 1961 году, становится одной из любимейших как для самого актёра, так и для его поклонников. Марис Лиепа творил образ аристократа, влюблённого романтика и настоящего мужчины. Каждый спектакль был неповторим. Не надо было прижимать руки к сердцу и показывать на героиню, передавая «слова» «Я тебя люблю». Об этом говорил танец Лиепы. За исполнение Альберта Парижская академия танца удостоила Мариса Лиепу премии имени Вацлава Нижинского.
В первой половине 1960-х годов Марис Лиепа танцует Вакха в балетной сцене «Вальпургиева ночь» оперы «Фауст», Армена в «Гаянэ», Георгия в «Страницах жизни», встречается с изысканной хореографией М. Фокина в «Шопениане», танцует принца Дезире в «Спящей красавице» и Принца в «Золушке». А к гастролям 1963 года в Англии Лиепа готовит роль Ромео. «Ромео с головы до ног», «абсолютный Ромео» оценит его английская критика. А сам Лиепа скромно заметит, что самой сложной задачей было обучение тела шекспировскому языку. Техническая сторона партии была отработана без малейших скидок.
Несколько лет Марис Лиепа отдает восстановлению балета М. Фокина «Видение Розы», беседуя со старыми исполнителями, со зрителями, собирая фотографии и рисунки. Премьера состоялась в Гаване; аплодировали не только зрители, но и коллеги, стоявшие за кулисами. Сын М. Фокина Виталий в знак благодарности преподнес Лиепе фотопортрет отца и две головки фавна, вылепленные им же.
В «Сказке о Солдате и Чёрте», поставленной Э. Суве, Лиепа получил не одну роль, а целых 8. Он перевоплощался на сцене вместе с Чёртом, прикидываясь Старухой, Генералом, Певцом, Министром, Хозяином… Но через каждый образ сквозил Чёрт. А танцуя под волшебную скрипку Солдата, Чёрт не мог остановиться и прыгал все выше с криками: «Подождите!» Как Лиепе удавалось сохранять ритм дыхания, непостижимо!
В 1964 году в Большой театр приходит Ю. Григорович. Марису Лиепе он поручает роль Ферхада в «Легенде о любви». Лиепа оценил её как идеальное слияние музыки и движений и утверждал, что плохо станцевать и сыграть Ферхада попросту невозможно. Однако на то, чтобы добиться в высоком прыжке «парения духа» уходили часы. Немудрено, что в новой постановке балетмейстер видит Лиепу отважным и благородным Спартаком — «Ферхадом в Древнем Риме». Однако на репетиции Ю. Григорович неожиданно увидел, как Лиепа показывает коллеге кусочек «текста», предназначенного для Красса. И тут же предлагает «порепетировать немножко Красса». 9 апреля 1968 года М. Лиепа вышел на сцену в доспехах римского полководца. Хотя была договоренность, что В. Васильев со временем станцует Красса, а Лиепа — Спартака, такого обмена не произошло. Ни один из последующих исполнителей партии Красса не мог даже приблизиться к уровню М. Лиепы, а неплохих Спартаков было немало. За 14 лет Лиепа сразился со всеми Спартаками Большого театра. Творческая победа была отмечена Ленинской премией, врученной 9 июня 1970 года. В костюме Красса написал портрет Лиепы Александр А. Шилов.

### 1970-е годы

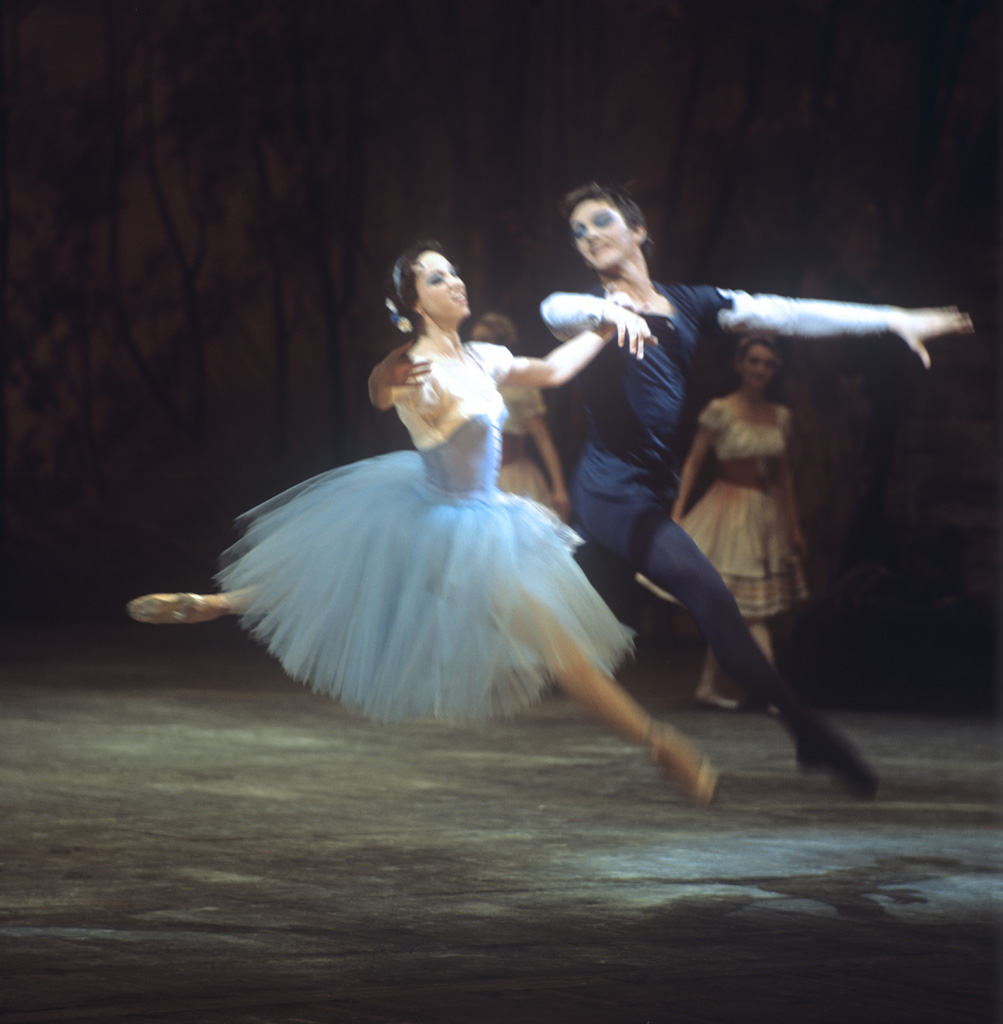
Марис Лиепа (Альберт) и Марина Кондратьева (Жизель) в балете «Жизель»

После «Спартака» Ю. Григорович нашёл роли для М. Лиепы в новых версиях «Лебединого озера» и «Спящей красавицы». В отношениях артиста и балетмейстера начинается пока малозаметное охлаждение. Но диапазон творчества Лиепы расширяется. Он проводит творческие вечера и встречи со зрителями. Снимается в кино. Ставит танцы в спектаклях Театра им. Е. Вахтангова «Антоний и Клеопатра» и «Степан Разин». Работает над танцевальными эпизодами в спектаклях Е. Еланской «Почта на Юг» и «Бедные люди» по Ф. Достоевскому. В Театре им. А. Пушкина ставит танцы в спектакле «Шоколадный солдатик», где занята жена — М. Жигунова. И пока ещё получает роли в премьерных спектаклях Большого театра, правда, поставленных уже не Ю. Григоровичем. В «Анне Карениной» в 1972 году танцует Вронского, 4 года спустя — Каренина. Необычно забавен его Принц Лимон в балете «Чиполлино» (1977 год). В 1978 году М. Лиепа выступает Первым танцовщиком в балете В. Васильева «Эти чарующие звуки» на музыку композиторов XVIII века. Лиепа готовит новые роли в гастрольных спектаклях; советские зрители его Клавдио, Гирея, Ганса не видят. Зато гастролируя по Греции с латышским балетом, Лиепа танцует в «Кармен-сюите» партию Хозе, несколько «потеснившего» заглавную героиню в постановке А. Лемберга. Позже танцовщик включит «Кармен-сюиту» в программу своих творческих вечеров в Москве. Известно балетное изречение: «Приходит опыт — уходит прыжок». Но за великими танцорами интересно наблюдать, даже если они пешком ходят по сцене. Таких ролей в балетном репертуаре мира немало. Одно время М. Лиепа надеется на приглашение М. Бежара, намекавшего на совместную работу. Приглашения не последовало. На нетактичные вопросы: «Долго ли ещё думаете танцевать?» Лиепа отвечает: «Пока не умру прямо на сцене во время спектакля». В 1978 году увидела свет книга Н. Рославлевой «Марис Лиепа». На будущее героя книги автор смотрит весьма оптимистично.

### 1980-е годы
Вечную жажду творчества М. Лиепа выразил и в содержании, и в названии своей книги «Я хочу танцевать сто лет». В 1981 году её издали в Риге на латышском языке; на русский перевели и издали только в 1996 году — к 60-летию актёра. А в 1982 году на русском языке вышла книга под названием «Вчера и сегодня в балете». В ней автор повествует о последних творческих успехах. К ним относится работа с Б. Эйфманом над балетами «Идиот» и «Автографы»; защита диплома в ГИТИСе и «Дон Кихот» в Днепропетровске; работа на ЦТ и выход телефильма «Я начинаю новый монолог»; «Спартак» в Большом театре 28 марта 1982 года. Вместе с отцом на сцену выходит Андрис Лиепа; в первом акте гладиатором, во втором — патрицием.
А потом была София, где состоялось 4501-е выступление М. Лиепы и отмечалось 30-летие его творческой деятельности. Большой театр, сцену которого Лиепа считал балетной сценой мира № 1, юбилея «не заметил».

## Партии

### Латвийский театр оперы и балета
- 1955 — «Сакта свободы» А. П. Скулте (хореография Е. Я. Чанги) — Тотс
- 1955 — «Лайма» А. Я. Лепина (хореография Е. А. Тангиевой-Берзниек) — Никита
- 1955 — «Раймонда» А. К. Глазунова (хореография М. И. Петипа) — солист в гран-па
- 1956 — «Корсар» А. Адана, Л. Делиба, Р. Дриго, Ц. Пуни (хореография М. И. Петипа и Ж. Перро) — солист в Па-д’экслав
- 1956 — «Лебединое озеро» П. И. Чайковского (хореография М. И. Петипа, Л. И. Иванова) — Принц Зигфрид
- 1979 — «Кармен-сюита» А. Алонсо в оркестровке Р. К. Щедрина (хореография А. Я. Лемберга) — Хозе (гастроли театра в Москве)

### Московский музыкальный театр имени К. С. Станиславского и Вл. И. Немировича-Данченко
- 1956 — «Лебединое озеро» П. И. Чайковского (хореография А. А. Горского, А. М. Мессерера) — Принц Зигфрид
- 1956 — «Бахчисарайский фонтан» Б. В. Асафьева (хореография Р. В. Захарова) — Вацлав
- 1956 — «Эсмеральда» Ц. Пуни — Феб
- 1957 — «Жанна д’Арк» Н. И. Пейко (хореография В. П. Бурмейстера) — Лионель
- 1957 — «Корсар» А. Адана, Л. Делиба, Р. Дриго, Ц. Пуни (хореография Н. Г. Гришиной) — Конрад
- 1958 — «Лесная фея» П. Герлеля (хореография А. В. Чичинадзе) — Чабан
- 1958 — «Шехеразада» на музыку Н. А. Римского-Корсакова (хореография В. П. Бурмейстера) — Синдбад
- 1958 — «Штраусиана» на музыку И. Штрауса (хореография В. П. Бурмейстера) — Поэт

### Большой театр
- 1960 — «Дон Кихот» Л. Ф. Минкуса (хореография А. А. Горского) — Базиль
- 1960 — «Тропою грома» К. А. Караева (хореография К. М. Сергеев) — Ленни
- 1961 — «Вальпургиева ночь» в опере «Фауст» Ш. Гуно (хореография Л. М. Лавровского) — Вакх
- 1961 — «Жизель» А. Адана (хореография Ж. Коралли, Ж. Перро, М. И. Петипа) — Граф Альберт
- 1961 — «Ночной город» Б. Бартока (хореография Л. М. Лавровского) — Юноша
- 1961 — «Лебединое озеро» П. И. Чайковского (хореография А. А. Горского, А. М. Мессерера) — Принц Зигфрид
- 1962 — «Гаянэ» А. И. Хачатуряна (хореография В. Вайнонена) — Армен
- 1962 — «Класс-концерт» (хореография А. М. Мессерера) — солист
- 1962 — «Шопениана» на музыку Ф. Шопена (хореография М. М. Фокина) — Юноша
- 1962 — «Страницы жизни» А. М. Баланчивадзе (хореография Л. М. Лавровского) — Георгий
- 1962 — «Спартак» А. И. Хачатуряна (хореография Л. В. Якобсона) — Красс
- 1963 — «Золушка» С. С. Прокофьева (хореография Р. В. Захарова) — Принц
- 1963 — «Раймонда» А. К. Глазунова (хореография Л. М. Лавровского по М. И. Петипа и А. А. Горскому) — Жан де Бриен
- 1963 — «Спящая красавица» П. И. Чайковского (хореография Ю. Н. Григорович по М. И. Петипа) — Принц Дезире
- 1963 — «Ромео и Джульетта» С. С. Прокофьева (хореография Л. М. Лавровского) — Ромео
- 1964 — «Сказке о Солдате и Чёрте» И. Стравинского (хореография Э. В. Суве) — Чёрт
- 1965 — «Легенда о любви» А. Меликова (хореография Ю. Н. Григорович) — Ферхад
- 1967 — «Видение розы» на музыку К. Вебера (хореография М. М. Фокина) — Дух розы
- 1967 — «Бахчисарайский фонтан» Б. В. Асафьева (хореография Р. В. Захарова) — Вацлав
- 1968— «Спартак» А. И. Хачатуряна (хореография Ю. Н. Григорович) — Красс
- 1970 — «Лебединое озеро» П. И. Чайковского (хореография Ю. Н. Григорович) — Принц Зигфрид
- 1972 — «Анна Каренина» Р. К. Щедрина (хореография Н. И. Рыженко, В. В. Смирнова-Голованова и М. М. Плисецкой) — Вронский
- 1974 — «Спящая красавица» П. И. Чайковского (хореография Ю. Н. Григоровича по М. И. Петипа) — Принц Дезире
- 1976 — «Анна Каренина» Р. К. Щедрина (хореография Н. И. Рыженко, В. В. Смирнова-Голованова, М. М. Плисецкой) — Каренин
- 1976 — «Бахчисарайский фонтан» Б. В. Асафьева (хореография Р. В. Захарова) — Хан Гирей
- 1976 — «Любовью за любовь» Т. Н. Хренникова (хореография В. Боккадоро) — Клавдио
- 1977 — «Чипполино» К. С. Хачатуряна (хореография Г. А. Майорова) — Принц Лимон
- 1978 — «Эти чарующие звуки…» на музыку А. Корелли, Дж. Торелли, В. А. Моцарта, Ж. Ф. Рамо (хореография В. В. Васильева) — солист
- 1979 — «Жизель» А. Адана (хореография Ж. Перро, Ж. Коралли, М. И. Петипы) — Ганс

### Ленинградский «Новый балет» (Театр балета под руководством Б. Эйфмана)
- 1981 — «Идиот» на музыку П. И. Чайковского (хореография Б. Я. Эйфмана) — Рогожин
- 1981 — «Автографы» на музыку А. Вивальди (хореография Б. Я. Эйфмана) — солист

### Партии, исполненные с труппами других театров, концертные номера
- 1955 — «Баядерка» Л. Минкуса (хореография М. И. Петипа) — Солор (выпускной концерт в Московском хореографическом училище)
- 1979 — «Сильвия» Л. Делиба (хореография Ф. Аштона) — па-де-де (творческий вечер М. Лиепы)
- 1981 — «Спартак» А. И. Хачатуряна — Красс (Новосибирский театр оперы и балета)
- Хореографическая миниатюра «Весенние воды» на музыку С. В. Рахманинова (хореография А. М. Мессерера)

### Софийская народная опера
- 1984 — «Спящая красавица» П. И. Чайковского (редакция М. Э. Лиепа по М. И. Петипа) — Король Флорестан, Фея Карабос

## Фильмография
- 1965 — Новогодний календарь (музыкальный фильм)
- 1969 — Гамлет — Гамлет
- 1971 — Могила льва — князь Всеслав
- 1972 — Четвёртый — Джек Уиллер (озвучил В. Тихонов)
- 1974 — Имя твоё (фильм-балет) — Анри
- 1975 — Спартак — Красс
- 1976 — В одном микрорайоне (фильм-спектакль) — Янис Берзиньш
- 1977 — Орех Кракатук — Мышиный Король, Щелкунчик, Советник (поёт М. Боярский)
- 1977 — Галатея — профессор Хиггинс
- 1978 — Бенефис Людмилы Гурченко (видеофильм) — Каде, монах, пират, злодей, кавалер и др.
- 1980 — Большой балет (фильм-балет)
- 1985 — Детство Бемби — отец Бемби
- 1986 — Юность Бемби — отец Бемби
- 1986 — Лермонтов — Николай I
- 1986 — Приключения Шерлока Холмса и доктора Ватсона: Двадцатый век начинается — полковник Валентайн Уолтер
- 1986 — Миф — Юрий
- 1987 — К расследованию приступить (фильм 2-й «Клевета») — Хрунов
- 1988 — Дорога в ад — Отто Штимер
- 1988 — Корабль — Штоль
- 2000 — Воспоминания о Шерлоке Холмсе — полковник Валентайн Уолтер

### Постановка танцев
- 1980 — Музыка ко дню рождения
- 1986 — Лермонтов

### Участие в фильмах
- 1961 — СССР с открытым сердцем (документальный)
- 1964 — Майя Плисецкая (документальный)
- 1971 — Марис Лиепа (документальный)
- 1981 — Я начинаю новый монолог (документальный)
- 1987 — Балет от первого лица (документальный)

### Архивные кадры
- 1987 — Балет от первого лица (документальный)
- 1989 — А дольше всего продержалась душа (документальный)
- 1991 — Откровения балетмейстера Фёдора Лопухова (документальный)
- 1992 — Свет его звезды (документальный)
- 1996 — Марис Лиепа, который вдали… (документальный)
- 1999 — Катя (документальный) (реж. Н. Тихонов)
- 2005 — Взлеты и падения Мариса Лиепы (документальный)
- 2006 — MARIS (документальный) (реж. Н. Тихонов) 1-я серия , 2-я серия
- 2006 — Поединок с судьбой (документальный фильм) (реж. Н. Тихонов)
- 2007 — Марис Лиепа (из цикла передач телеканала ДТВ «Как уходили кумиры») (документальный)
- 2010 — Татьяна Вечеслова. Я — балерина (документальный)
- 2016 — Марис Лиепа. Невыносимая легкость бытия (документальный фильм)

## Память
В 1996 году основан Благотворительный фонд содействия развитию хореографического искусства имени Мариса Лиепы, которым руководят его дети: народный артист России Андрис Лиепа и народная артистка России Илзе Лиепа.
27 июля 2001 года в Латвийской Национальной опере в Риге состоялся памятный концерт в честь 65-летия со дня рождения танцовщика: в первом отделении был представлен спектакль Андриса Лиепы «Музей Оскара Шлеммера», во втором — гала-выступление артистов Большого и Мариинского театров, лондонского Ковент-Гардена, Американского театра балета. В доме по ул. Сколас, 18, где прошли детство и юность Мариса Лиепы, а затем регулярно гостили на каникулах у его тёти Эдите Розите его дети Андрис и Илзе, прошла выставка, посвящённая артисту.
Андрис Лиепа мечтает устроить в этом доме мемориальный музей отца, однако имущество находится в частной собственности.
5 сентября 2013 года благотворительный фонд Бориса и Инары Тетеревых открыл в сквере возле Латвийской Национальной оперы памятник Марису Лиепе, выполненный эстонскими концептуалистами Яаном Тоомиком и Йири Оявером по приглашению куратора фонда, экс-министра культуры Латвии Хелены Демаковой. Дети Мариса Лиепы считают выполненный из нержавеющей стали монумент позорищем, на его открытие не приехали, а Андрис Лиепа даже заявил, что из-за этого памятника ему неприятно стало приезжать в Ригу.